# Museo Diocesano de Coro Lucas Guillermo Castillo
El Museo Diocesano de Coro Lucas Guillermo Castillo fue fundado por Monseñor Francisco José Iturriza Guillén en 1946. El museo lleva el nombre del obispo que ocupó la Diócesis en 1922 y que precedió a Mons. Francisco Iturriza al frente de la Diócesis y en cuyo honor quiso denominar al museo. Está ubicado en el centro histórico de la ciudad en el antiguo convento franciscano de Nuestra Señora de la Salceda y junto a la iglesia de San Francisco. Sus exposiciones son permanentes y temporales.
La colección de piezas de arte religioso y decorativo colonial fueron rescatadas de las diferentes capillas e iglesias de la Diócesis por su fundador durante su obispado, sin embargo, también se lograron donaciones de particulares que fueron incrementando la colección.

## Historia

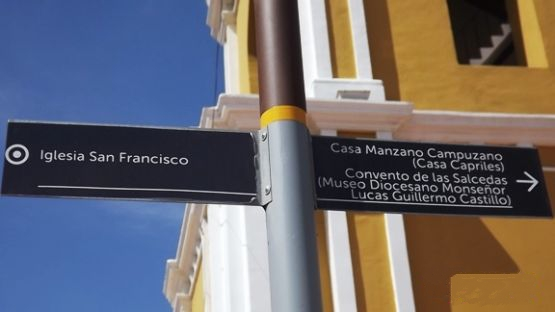
Iglesia de San Francisco y el Museo Diocesano Lucas Guillermo Castillo

El museo tuvo como sede una casa colonial en el casco histórico para luego mudarse a una vivienda donada por Ana Arcaya de Faría donde permaneció el museo por 15 años. En 1982 le fue cedido en comodato el Convento de Nuestra Señora de la Salceda que fue erigido en 1619. Con esta mudanza comienzan los trabajos del profesor Miguel Arroyo para organizar el patrimonio del museo que consta de metales, pinturas, esculturas, vidrio, loza, piezas líticas, muebles y joyas preciosas.
En 1985 La Sociedad Amigos del Museo Lucas Guillermo Castillo logró adquirir la llamada Casa Manzano Campuzano o Casa Capriles junto al convento que ya era pobre en espacio. Esta nueva sede fue inaugurada el 1 de octubre de 1992. Con esta adquisición se extiende el museo con diferentes salas donde se exhiben aposentos y muebles coloniales. Por su parte el Banco de Venezuela donó una Caja fuerte para las joyas y piedras preciosas y se abrieron tres salas con las colección llamada Alberto Henríquez y dos para exposiciones temporales.

## Distribución
Las colecciones se encuentran distribuidas en varias salas:
- Sala 1 y 2 : Orfebrería - Siglos XVII al XIX.
- Sala 3 : Campanas y otros objetos de metal.
- Sala 4 y 5 : Tallas europeas.
- Sala 6 : Armario popular, caja fuerte, pinturas del siglo XVIII.
- Sala 7, 8 y 9: Cristalería (Vidrio, Loza y cristal) piezas líticas Prehispánicas.
- Sala 10 y 11: Tallas y Tablas Populares.
- Sala 12 y 13: Aposentos decorados con muebles, pinturas, lámparas y objetos de la época colonial.
- Sala 14 : Espejos y mesas de arrimo.
- Sala 15 : Mobiliario eclesiástico.